# Johnston (krój pisma)
Johnston – krój pisma bezszeryfowego zaprojektowany przez Edwarda Johnstona na potrzeby londyńskiej kolei podziemnej. Stał się on jednym z najbardziej rozpoznawalnych symboli metra i jest obecnie znakiem firmowym organizacji Transport for London, która zarządza systemem transportu w tym mieście.
Johnston, z zawodu nauczyciel kaligrafii, zaprojektował ten krój w latach 1913–1916, na zlecenie London Electric Railway Company. Miał być on wykorzystywany na znakach informacyjnych i plakatach metra w Londynie, które posługiwało się do tego czasu szeregiem różnych czcionek, często niewyróżniających się na tle otaczających je reklam.
Krój pisma, nazywany początkowo Underground, charakteryzował się „krzykliwą prostotą”, był nowoczesny, ale i wzorowany na proporcjach rzymskiej kapitały. W pracy nad krojem Johnstonowi pomagał jego student, Eric Gill, który w późniejszych latach stworzył m.in. krój pisma Gill Sans. Johnston stworzył tylko jedną odmianę kroju.
Zmiany zachodzące w technice drukarskiej (wynalezienie fotoskładu) spowodowały, że drewniane i metalowe czcionki, wykorzystywane do składania tekstów z wykorzystaniem tego kroju, stały się niepraktyczne w użyciu. W rezultacie, pod koniec lat 70. London Transport coraz częściej decydował się na używanie innych krojów pisma.
W 1979 roku London Transport zwrócił się do agencji Banks & Miles z zadaniem zmodernizowania kroju Johnston i przystosowania go do współczesnych technik poligraficznych. Projektantem odpowiedzialnym za to zadanie był Eiichi Kono, który podjął się również opracowania kursywy oraz dwóch nowych odmian kroju różniących się grubością. Zmodyfikowany krój otrzymał nazwę New Johnston i zadebiutował w 1983 roku.
W 2016 roku, z okazji stulecia kroju, Transport for London zlecił przedsiębiorstwu Monotype Imaging opracowanie nowej rodziny fontów, bazującej na tym kroju, nazwanej Johnston100. Po raz pierwszy pojawiła się ona na mapach metra i plakatach w lipcu tegoż roku.

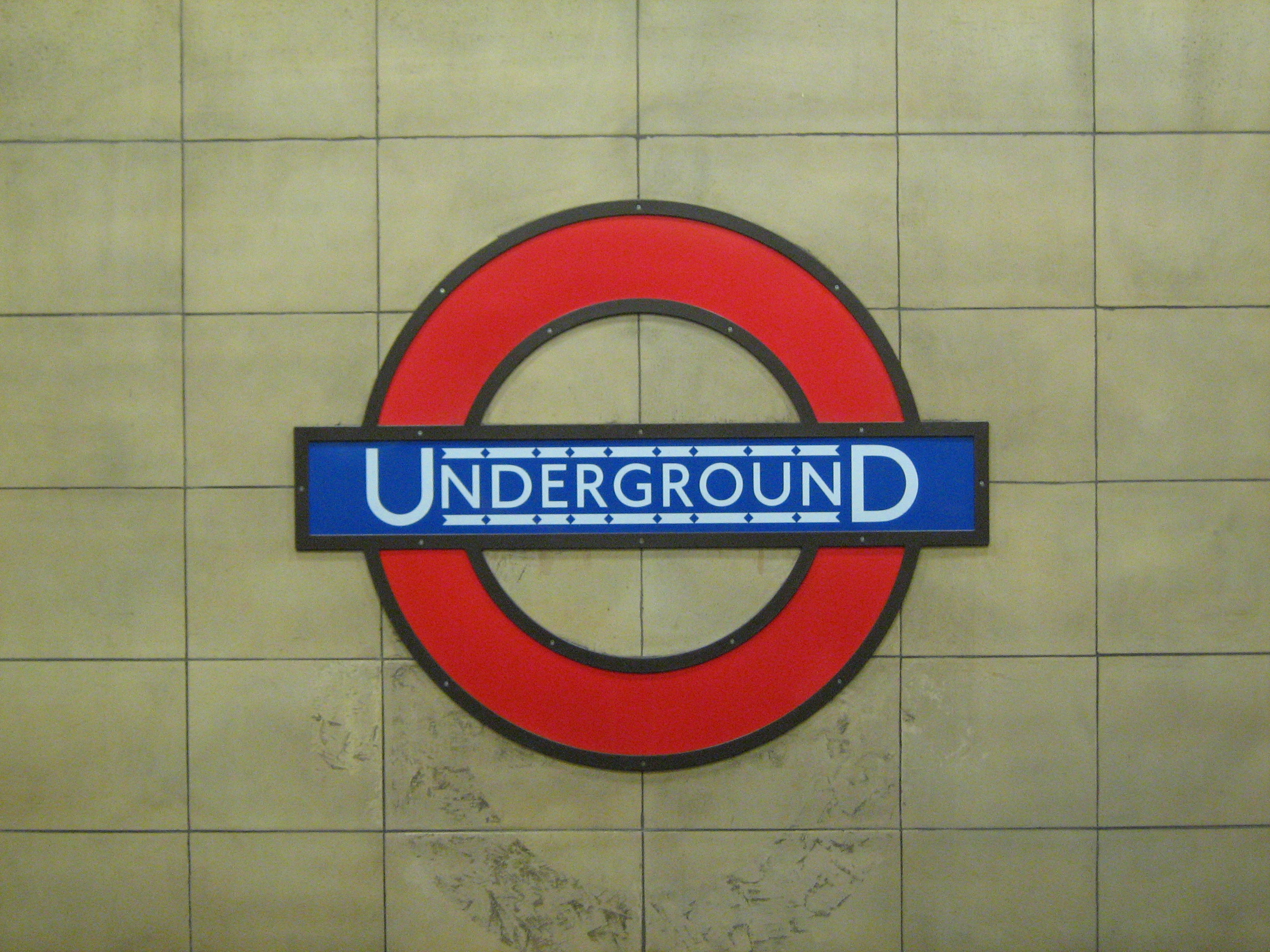
Dawne logo metra londyńskiego – Johnston
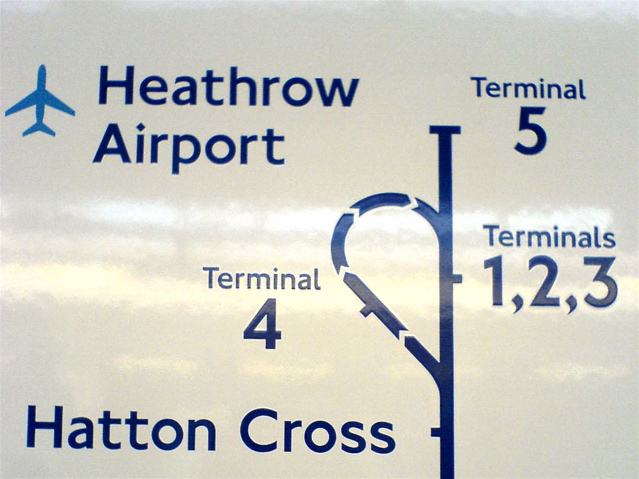
Fragment mapy linii Piccadilly – New Johnston
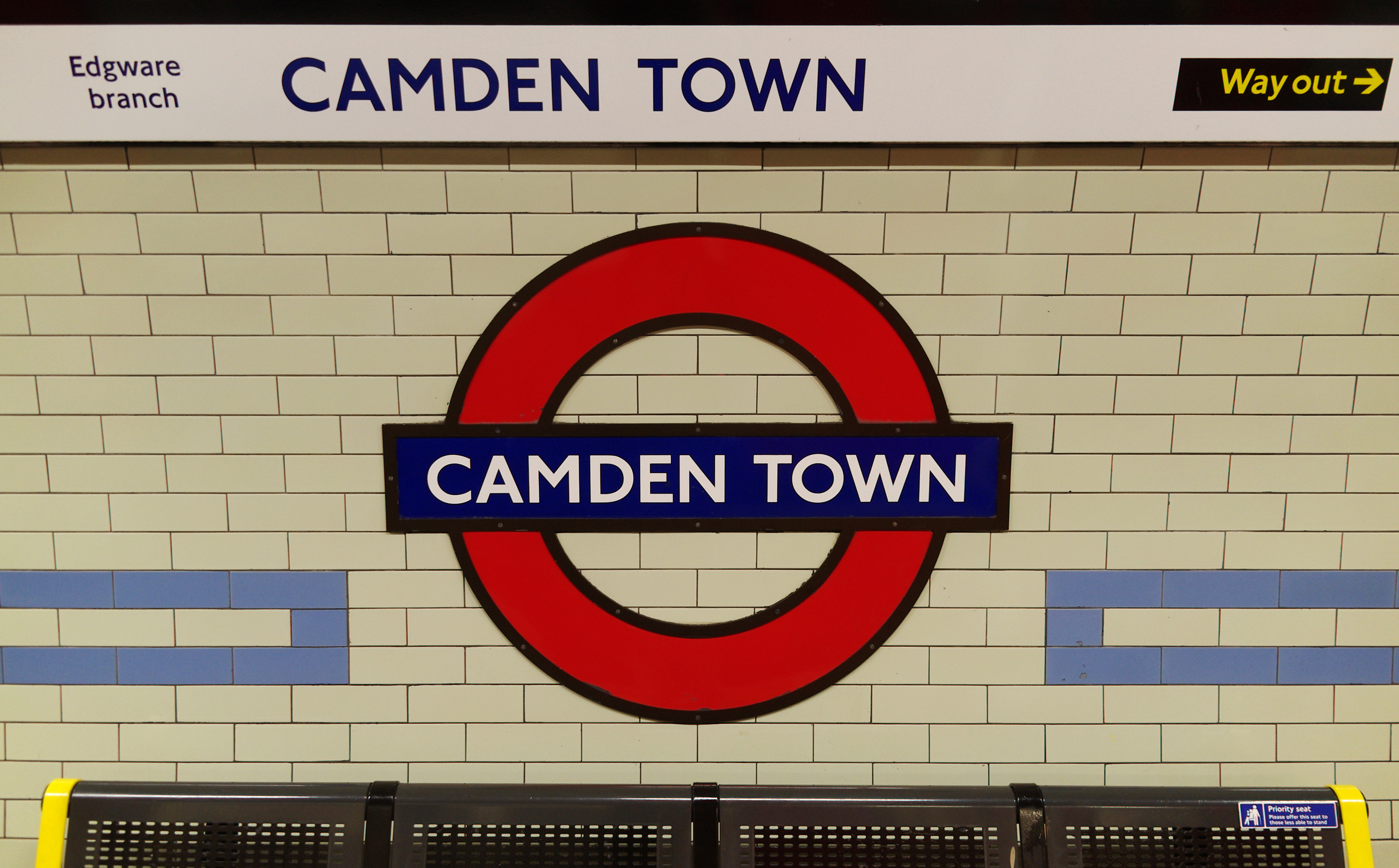
Napisy i logo na stacji Camden Town – New Johnston
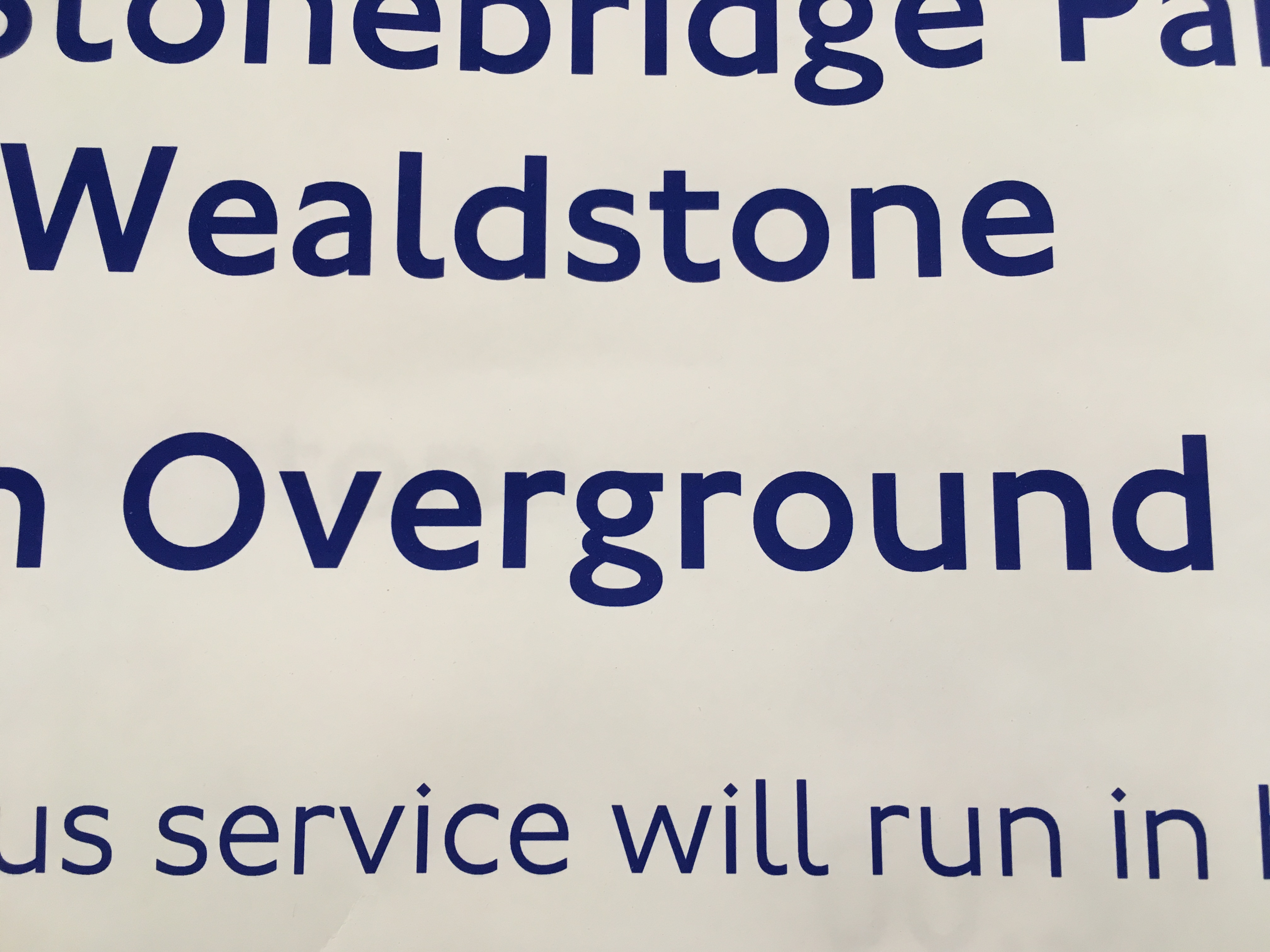
Fragment tablicy informacyjnej – Johnston100